# Marian Pióro
Marian Pióro (ur. 1925 w Zbywaczówce, zm. 15 lutego 2011 w Wadowicach) – żołnierz Armii Krajowej i partyzantki antykomunistycznej, działacz społeczny.

## Życiorys
Urodził się we wsi Zbywaczówka w 1925 roku. W latach 1943–1945 był żołnierzem Armii Krajowej w okręgu „Barwałd” dowodzonym przez kpt. Feliksa Kwarciaka. Pióro był zaangażowany w ratowanie życia wielu uciekinierom z niemieckich obozów jenieckich i koncentracyjnych. Jego grupa organizowała przerzuty więźniów i przesiedleńców przez rzekę Skawę w Wadowicach. Był też zaangażowany w ratowanie Żydów z wadowickiego getta przed jego likwidacją.
Zakończenie II wojny światowej nie oznaczało zakończenia walki. Dla niego i jego przyjaciół nastąpiła tylko zamiana okupacji z hitlerowskiej na sowiecką. We wrześniu 1945 roku wszedł w skład tworzącego się niepodległościowego oddziału partyzanckiego Armii Polskiej w Kraju dowodzonego przez por. Mieczysława Wądolnego ps. „Granit” vel. „Mściciel”.
W latach 1945–1947 uczestniczył w wielu akcjach bojowych z bronią w ręku. Po rozbiciu oddziału w styczniu 1947 roku przez UB i śmierci dowódcy oddziału „Mściciela”, Pióro ukrywał się. Na podstawie tzw. amnestii i zgody kpt. Kwarciaka partyzanci ujawnili się w marcu 1947 roku.
Pomimo amnestii w kolejnych latach był szykanowany i represjonowany przez komunistyczne władze. W 1951 roku został aresztowany przez funkcjonariuszy Urzędu Bezpieczeństwa i posądzony o nielegalne posiadanie broni. Skazany, na wolność wyszedł na mocy amnestii w 1956 roku.
W latach 80. XX wieku Marian Pióro nawiązał współpracę z wadowicką Solidarnością i zaczął działać w opozycji demokratycznej.
Po 1989 roku był zapraszany do szkół jako prelegent. Był inicjatorem urządzenia symbolicznych grobów ofiar nazizmu i komunizmu w Wadowicach. Od 1995 roku pełnił funkcję prezesa Zarządu koła Wadowice Światowego Związku Żołnierzy Armii Krajowej.
19 czerwca 2008 roku podporucznik Marian Pióro – wraz z kolegą z oddziału partyzanckiego „Burza” sierż. Rudolfem Buckim – został odznaczony przez prezydenta Lecha Kaczyńskiego Krzyżem Oficerskim Orderu Odrodzenia Polski „Polonia Restituta”. Decyzja prezydenta została odczytana jako oficjalna rehabilitacja żołnierzy por. Mieczysława Wądolnego.
Zmarł 15 lutego 2011 roku w Wadowicach. Msza święta żałobna została odprawiona w bazylice Ofiarowania Najświętszej Marii Panny. Następnie kondukt żałobny z pocztami sztandarowymi przeszedł przez miasto na cmentarz komunalny, gdzie odbyła się ceremonia pogrzebowa.

## Order
- Krzyż Oficerski Orderu Odrodzenia Polski (2008) za wybitne zasługi dla niepodległości Polski, za działalność na rzecz środowisk kombatanckich[4].

## Filmografia
- O Niepodległą – powojenne losy oddziału Mściciela (film dokumentalny, 2009[5][6]).

## Życie prywatne
Jego żoną była Wiesława Pióro.